# Port Chalmers

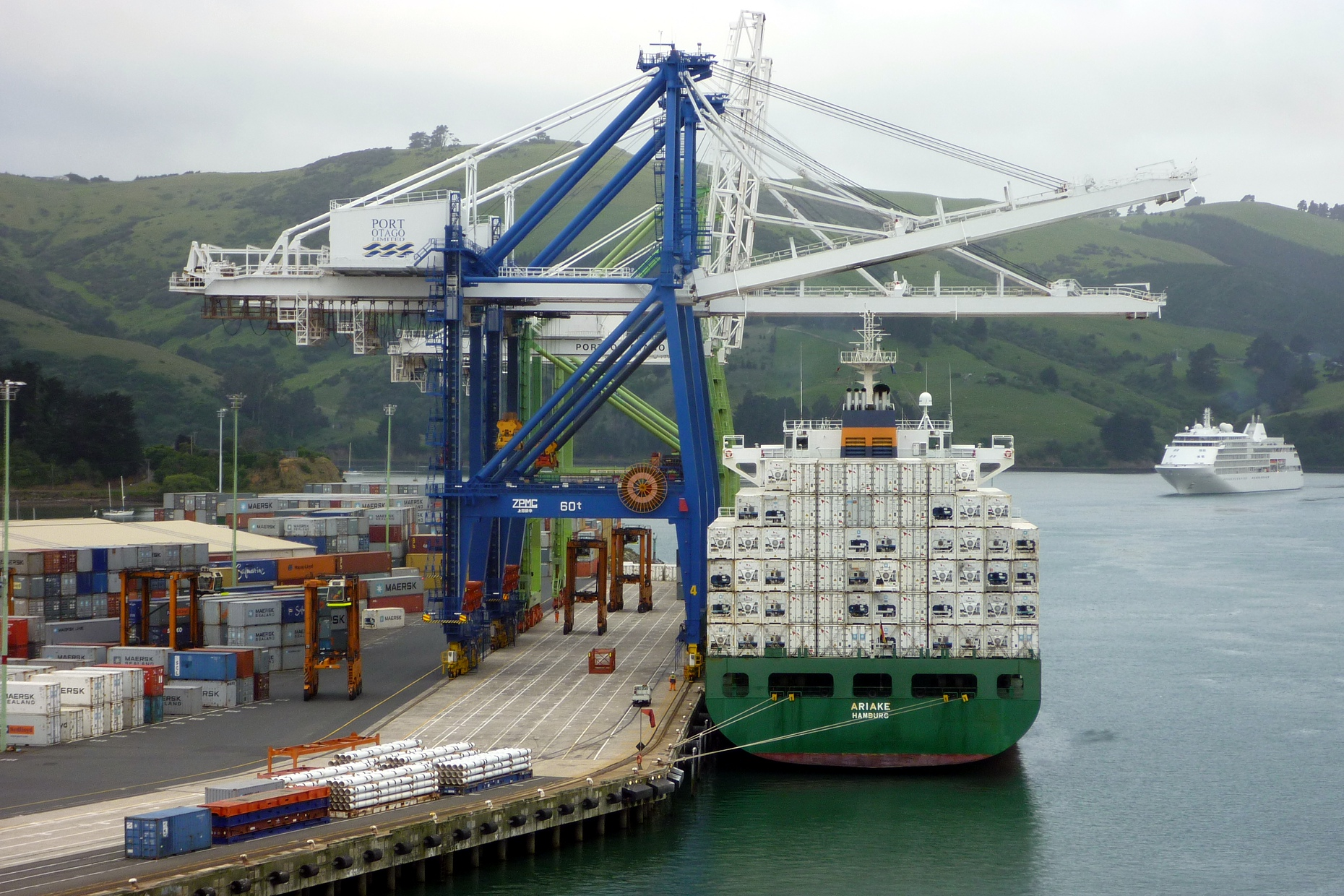
Hafenanlage Port Otago in Port Chalmers

Port Chalmers ist ein Hafenort im Stadtgebiet von Dunedin City auf der Südinsel von Neuseeland.

## Geographie
Port Chalmers befindet sich rund 11 km nordöstlich des Stadtzentrums von Dunedin direkt am Otago Harbour, über den der Hafen des Ortes Zugang zum Pazifischen Ozean hat. Auch wenn Port Chalmers recht eigenständig wirkt, ist als einer der 72 Area Units seit der Verwaltungsreform in den 1980er Jahren ein Teil der Stadt Dunedin.

## Geschichte
Am 26. April 1844 landete Frederick Tuckett in der Deborah Bay im Otago Harbour mit dem Auftrag der New Zealand Company im Gepäck, eine geeignete Stelle für die Ansiedlung und Stadtgründung von New Edinburgh, dem heutigen Dunedin, zu suchen. Abgesehen von noch früheren Kontakten europäischstämmiger Wal- und Seehundfänger mit der Region, stellt dieses Datum der erste markante Punkt in der Geschichte Port Chalmers dar. Im Juli 1844 kaufe Tuckett von den ortsansässigen Māori 162 Hektar Land, den sogenannten Otago Block. Der Handel wurde in der Koputai Bay vollzogen, dem Ort, wo heute das Ortszentrum mit dem Hafen liegt.
Am 23. Februar 1846 erreichte der Landvermesser Charles Henry Kettle die Koputai Bay, erstellte Pläne zur Gründung von Port Chalmers, benannt nach dem Mathematiker, Professor für Moralphilosophie und Führer der Free Church of Scotland, Thomas Chalmers. Anschließend zog er an das Ende der Bucht des Otago Harbours, um hier die Planung für die Stadtgründung von New Edinburgh vorzunehmen.
Am 23. März und am 15. April 1848 kamen dann die ersten 347 schottischen Siedler auf zwei Schiffen, angeführt von Kapitän William Cargill und dem Reverent Thomas Burns, in Port Chalmers an.
Der Ort wurde recht schnell zum wichtigsten und größten Hafen der Region Otago und Hafen für das 1848 gegründete Dunedin. Um dem immer größer werdenden Güter- und Passagiertransport besser bewältigen zu können, wurde 1872 eine Eisenbahnstrecke zwischen Port Chalmers und Dunedin in Betrieb genommen. Es war die erste Bahnstrecke Neuseelands in Kapspur (1067 mm), die wenige Jahre später durch ein Gesetz zur Standard-Spurweite in ganz Neuseeland werden sollte. 1877 wurde Port Calmers dann an die Bahnstrecke Lyttelton–Invercargill angeschlossen.
1879 wurde die erste Telefonverbindung Neuseelands in Port Chalmers, zeitgleich mit Portobello, auf der anderen Seite des Otago Harbour eröffnet. Die weltweit erste Verschiffung von gefrorenem Fleisch ging von Port Chalmers aus. Vollbeladen mit Fleisch und Butter legte die SS Dunedin am 15. Februar 1882 mit dem Zielhafen London ab.
Als in den 1880er Jahren die Fahrrinne im Upper Harbour von Port Chalmers aus nach Dunedin für Seeschiffe ausgebaggert wurde, verlor Port Chalmers zunächst seine Spitzenstellung als Seehafen gegenüber Dunedin. Doch knapp hundert Jahre später, in den 1970er Jahren drehte sich das Blatt wieder zugunsten Port Chalmers. Der ständig größer werdende Holzexport gab seinem Hafen ständig neue Aufträge und trug zu seinem Aufstieg bei. Der Hafen wurde ausgebaut und zum ersten Containerhafen Neuseelands umgebaut. 1977 wurde mit der Godwit das erste Containerschiff gelöscht.

## Bevölkerung
Zum Zensus des Jahres 2013 zählte der Ort 1365 Einwohner, 2,2 % mehr als zur Volkszählung im Jahr 2006.

## Verkehr

### Hafen
Der Hafen von Port Chalmers ist heute der drittgrößte Hafen Neuseelands nach Frachtwert gerechnet und mit der wichtigste Exporthafen Neuseelands für die internationale Seefracht. Der Hafen erwirtschaftete 2006 mit 280 Beschäftigten ein Volumen von ca. 177 Millionen NZ$.
Um den Containerschiffen der nächsten Generation gerecht werden zu können, soll der Hafen und die Fahrrinne des Lower Harbour ab 2007 weiter ausgebaut werden. Damit soll Schiffen mit bis zu 6000 Containern Kapazität und einer Länge von 320 Metern und 14,5 Metern Tiefgang ermöglicht werden den Hafen anzulaufen.

### Schiene
Port Chalmers liegt an der Bahnstrecke Lyttelton–Invercargill. Die Strecke ging hier 1877 in Betrieb und bediente den „Oberen“ Bahnhof – Port Chalmers (Upper) –, während ein südlich der Stadt abzweigender Streckenast, der zum Hafen führt und Teil der ersten Eisenbahn der Stadt war, die sie mit Dunedin verband, den „Unteren Bahnhof“ – Port Chalmers (Lower) – bediente. Nachdem im Februar 2002 der Southerner eingestellt wurde, verkehren hier heute ausschließlich Güterzüge.